# María Casado
María Casado Paredes, née le 14 mars 1978, est une journaliste et présentatrice de télévision espagnole. Elle est connue pour son implication de longue date dans le département des actualités de Televisión Española (TVE) de 2005 à 2020.

## Biographie
Elle est née à Barcelone en mars 1978. Après avoir obtenu une licence en journalisme de l'université de Barcelone, elle commence à travailler pour la radio publique Radio Nacional de España (RNE) en 1999 à Ràdio 4. Après un bref passage dans la radio publique catalane Catalunya Ràdio en tant que productrice d'El matí, elle revient à RNE en 2003.
Elle entre dans le service des actualités de TVE en 2005. Elle devient présentatrice de l'édition du week-end du Telediario en 2006 et coanime Informe Semanal de 2007 à 2009. Elle rejoint le programme de débat politique 59 segundos en 2009. Elle est brièvement hôte de son successeur El debate de La 1 puis devient la présentatrice de la matinale Los desayunos de TVE en 2012, remplaçant Ana Pastor. Elle quitte Los Desayunos en 2016 pour remplacer Mariló Montero en tant qu'animatrice de l'émission de télévision matinale La Mañana. Elle est devient présidente de l'Academia de las Ciencias y las Artes de Televisión en 2018. 
En 2020, après 4 ans de présentation de  La Mañana, elle est remplacée par la météorologue Mònica López, qui est ensuite rebaptisée La Hora de La 1,. Elle quitte alors TVE et rejoint la société de production d'Antonio Banderas, Soho TV, basée à Malaga,. Elle est la présentatrice de la série télévisée Escena en blanco y negro, dirigée par Banderas et diffusée sur Prime Video. Le 6 mars 2021, Casado et Banderas animent et produisent la 35e cérémonie des Goyas.